# Košťany
Košťany település Csehországban, Teplicei járásban. Košťany Jeníkov, Hrob, Újezdeček, Dubí, Teplice, Altenberg és Mikulov településekkel határos. Lakosainak száma 3238 fő (2024. január 1.).

## Népesség
A település lakosságának változását az alábbi diagram mutatja:
| Lakosok száma | 1155 | 4213 | 5880 | 4521 | 3221 | 2833 | 3146 | 3166 | 3138 | 3238 |
|               | 1869 | 1900 | 1921 | 1961 | 1980 | 2011 | 2016 | 2019 | 2021 | 2024 |